# حکیم بن جبله عبدی
حکیم پسر جبله عبدی (به ضم حاء و فتح کاف خوانده می‌شود) با نسب کامل حکیم بن جبله بن حصن بن اسود بن کعب عبدی از قبیله عبد القیس. از بزرگان قبیله عبد القیس و از یاران علی بن ابی طالب است. با آمدن عایشه به بصره حکیم همراه هفتصد سوار بر ضد عایشه قیام کرد و در این درگیری کشته شد.

## زندگی
حکیم در دوران زندگی پیامبر به همراه گروهی از مردم بحرین که بت‌ها را عبادت نمی‌کردند مسلمان شد. او مردی صالح و دین‌دار بود و افراد قبیله‌اش مطیع و فرمانبردار وی بودند. در زمان عمر او همراه قبیله خود به بصره هجرت کرد و در زمان عثمان سرزمین «سند» به دست او فتح شد و از طرف عثمان بر آن امارت کرد ولی بعد از آن به بصره بازگشت و در شورش علیه عثمان با گروهی یک صد نفری از بصره به مدینه آمد ولی پس از کناره‌گیری مالک اشتر از محاصره خانه عثمان حکیم نیز در این محاصره شرکت نکرد.

## علت درگیری با عایشه
طلحه و زبیر به همراه عایشه وارد بصره شده بودند تا به جنگ علی بروند، اما در بصره نخست با عثمان بن حنیف فرماندار علی در بصره بر سر متارکه جنگ تا رسیدن علی به توافق رسیدند. امّا آن‌ها با نادیده گرفتن معاهده صلح که تنها ساعاتی از امضای آن گذشته بود، از غفلت عثمان بن حنیف سوء استفاده کردند و شبانگاه به قصر فرمانداری حمله‌ور شده و با کشتن حدود چهل نفر از نگهبانان، وارد قصر شدند و عثمان بن حنیف (حاکم بصره) را به اسارت گرفته و نزد عایشه بردند.
عایشه، حکم قتل او را صادر کرد؛ ولی او اینکه برادرش سهل بن حنیف حاکم مدینه است و از انها انتقام خواهد گرفت را یاداور شد. عایشه هم ترسید سپس دستور حبس او را صادر کرد و دستور داد چهل ضربه شلاق به او زدند و موهای صورت و ابرو و نیز مژه‌هایش را دانه دانه کندند و به چشمانش آسیب رساندند و سپس او را زندانی نمودند.
وقتی خبر این ماجرا به حکیم بن جبله رسید، او که از علاقه‌مندان علی بود با همراه گروهی هفتصد نفری برای مقابله با طلحه و زبیر از شهر خارج شد. و گروه او در محلی به نام «زابوقه» مستقر شدند.

## درگیری لفظی با عبدالله بن زبیر
حکیم با عبدالله بن زبیر در بازار ارزاق شهر ملاقات کرد، ابن زبیر از او سؤال کرد: چه می‌خواهی بکنی؟
گفت: ما دو چیز می‌خواهیم: اول این که از این ارزاق ما نیز استفاده کنیم و دوم این که عثمان بن حنیف را آزاد سازم تا مجدداً در دارالاماره مستقر شود و همان طوری‌که بین شما و او قرارداد صلحی منعقد گردیده است، عمل نمایید تا حضرت علی خود بیاید، البته اگر بیش از این، نیروهایی که هم‌اکنون به همراه دارم، اعوان و انصار دیگری سراغ داشتم، به خدا قسم به این پیشنهادی که به تو کرده‌ام، راضی نمی‌شدم و به تلافی اعمال ناجوانمردانه شما در حق عثمان بن حنیف و قتل‌عام نگهبانان دارالاماره با شما وارد جنگ می‌شدم و شما را در برابر کشتن برادران دینی می‌کشتم. آیا شماها از خشم و قهر خدا نمی‌ترسید؟ به چه حقی خون این برادران بی‌گناه ما را حلال دانسته‌اید؟ ابن زبیر گفت: به خاطر خون عثمان! حکیم گفت: مگر این افراد مظلومی که به دست شما کشته شدند، قاتل عثمان بن عفان بودند؟ آیا مگر اینها در زمان کشته شدن عثمان در مدینه حضور داشتند؟
ابن زبیر در جواب گفت: اولاً: چیزی از این ارزاق و آذوقه به شما نمی‌دهیم، و ثانیاً: عثمان بن حنیف را هم آزاد نخواهیم کرد مگر این که او به‌طور رسمی علی را از خلافت عزل نموده و دارالاماره را رسماً به ما واگذار نماید.
حکیم با شنیدن سخنان عبداللَّه بن زبیر گفت: «خداوندا تو شاهد عادلی هستی، خود گواه باش» سپس به یارانش گفت: «من در مورد لزوم و ضرورت جنگ با اینها کم‌ترین تردیدی ندارم، پس هر کسی تردید دارد، می‌تواند از ادامه راه منصرف گردد» عده‌ای که آمادگی جنگ نداشتند از حکیم جدا شده و رفتند، و حکیم با نیروهای باقی‌مانده به راه خود ادامه داد.

## کشته شدن
حکیم با نیروهای خود جنگ سخت و خونینی را آغاز کرد که به جنگ «جمل اصغر» معروف است. نیروهای حکیم در چهار گروه بودند و خود حکیم مقابل طلحه قرار گرفت و جنگ بسیار سختی صورت گرفت.
در جریان این جنگ، مردی از سپاه عایشه با شمشیر، پای حکیم را قطع کرد اما او در کمال تهور پای قطع شده‌اش را به دست گرفت و به سوی آن مرد پرتاب کرد و پای قطع شده به گردن آن مرد اصابت کرد و از اسب به زمین افتاد، حکیم بلافاصله خود را به او رساند و با ضربات دست او را به قتل رساند و با تکیه بر جنازه او به نبرد خود ادامه داد تا اینکه کشته شد.

## دیدگاه علی درباره حکیم
وقتی خبر کشته شدن حکیم و رشادت‌های طایفه کوچک عبدالقیس و بکر بن وائل به سمع علی بن ابی طالب رسید، اندوهگین شد و در مدح دلاوری شجاعانه او و یارانش اشعاری سرود.